# قائمة أطباق الأرز
تتضمن هذه المقالة قائمة الأطباق التي تحضر من الأرز من جميع أنحاء العالم. الأرز هو بذرة من النباتات أحاديات الفلقة، ثمة نوعان منه وهما الأزر الآسيوي والأرز الأفريقي. يعتبر الأرز أكثر الأغذية الرئيسية استهلاكاً من قبل نسبة كبيرة من سكان العالم وخاصة في آسيا وجزر الهند الغربية. وهو ثاني أكثر الحبوب إنتاجاً بعد الذرة وفقاً لبيانات 2010. رز لمرجع اكلة من مدينه طبرق شرق ليبيا 

## أطباق الأرز
| اسم الطبق                 | صورة | الأصل                                         | وصف |
| ------------------------- | ---- | --------------------------------------------- | --- |
| آكي روتي                  |      | الهند                                         | خبز الأرز، ويقدم على الإفطار، وتنفرد به ولاية كارناتاكا في الهند |
| أرز أمريكي مقلي (تايلندي) |      | تايلاند                                       | هذا الطبق من مطبخ تايلاند، حيث يقلى الأرز مع الكاتشاب والزبيب |
| أرز كالدو                 |      | الفلبين                                       | حساء من الأرز الرفيع، يُطهى مع الدجاج والزنجبيل والبصل ويزيّن بالبصل والكالامانسي |
| أرز تشاوفا                |      | بيرو                                          | أرز تشو الصيني المقلي مع اللفائف البيروفية |
| أرز بوراتشو               |      | بورتوريكو                                     | أرز يطبخ مع سازون وسوفريتو وحمص ولحم مفروم والبيرة. |
| أرز مع البيض المقلي       |      | أمريكا اللاتينية                              | أرز مع البيض المقلي |
| أرز بالدجاج               |      | إسبانيا                                       | "أرز مع الدجاج، أصل هذا الطبق من إسبانيا وهو شكل من أشكال بيلاف وهو شائع في كافة دول أمريكا اللاتينية. وهو طبق تقليدي في أمريكا اللاتينية والكاريبي، خاصة في كولومبيا وبورتوريكو وهندوراس وكوستاريكا وكوبا وبيرو وبنما والإكوادور وفنزويلا وجمهورية الدومينيكان.                                                            |
| أرز دي ليزا (أرز بوري)    |      | كولومبيا، منطقة الكاريبي                      | تقليدياً، يُقدم في أوراق بيجاو مع البفرة المطبوخة، وجبن كوستينو وصلصة |
| أرز نيغرو                 |      | بلنسية                                        | أرز أسود، يتم صبغة باستخدام حبر الحبار |
| باغالي بوبو               |      | إيران                                         | أرز يطهى مع الفاصوليا والشبت. |
| با-وان                    |      | تايوان                                        | وجبة خفيفة تطهى باستخدام عجينة الأرز واللحم ومشروم شيتاكي وبراعم الخيزران. وهو طبق معروف في أسواق تايوان. |
| بي بونغ مون               |      | كمبوديا                                       | طبق من الأرز والبيض، ويختلف من منطقة إلى أخرى. |
| بيبيمباب                  |      | كوريا                                         | طبق من الأرز وخليط الخضراوات |
| بيبينكا                   |      | الفلبين                                       | كعكة الأرز. يمكن أن يوضع فوقها الجبن أو البيض المملح أو جوز الهند المبشور الطازج. |
| بيكو                      |      | الفلبين                                       | طبق حلو حيث يطبخ الأرز في حليب جوز الهند والسكر ويصب فوقه شراب كثيف من شراب جوز الهند بالكراميل. |
| برياني                    |      | جنوب آسيا                                     | يطبخ الأرز مع البهارات واللحم أو الدجاج والخضراوات. |
| أرز مسلوق                 |      | بنغلاديش، الهند، نيبال، باكستان               | أرز يطبخ مسلوقاً أو على البخار. |
| بوريباب                   |      | كوريا                                         | أرز يغلى مع شعير |
| كابيديلا                  |      | البرتغال                                      | أرز يطبخ مع الدجاج أو لحم الأرانب. |
| تشيميتشانغا               |      | المكسيك والأجزاء الجنوبية من الولايات المتحدة | طبق يصنع من الأرز والجبن والماتشاكا والدجاج المقطع ويطوى في حزم مستطيلة ويقلى قلياً عميقاً. |
| أرز بالكاري               |      | موريشيوس، لا ريونيون                          | أرز يطبخ مع الدجاج أو اللحم، والبندورة والفلفل الحار والكاري |
| تشيترانا                  |      | الهند                                         | طبق الأرز هذا يحضّر بخلط الفول والسمسم والفلفل الأحمر الحار والكركم مع الزيت ثم يضاف الخليط للأرز المطبوخ |
| أرز ودجاج بالفخارة        |      | الصين وماليزيا وسنغافورة                      | يقدم طبق الأرز مع الدجاج المقطّع أو السمك المملح أو السجق الصيني والخضراوات. يطبخ الأرز في قدر من الفخار أولاً، ثم تضاف له المكونات الأخرى بعد طبخها. في بعض المناطق يقدم مع الطبق صلصة الصويا الداكنة. تقليدياً، يطهى هذا الطبق على موقد الفحم ما يعطيه نكهة مميزة.                                                           |
| كونغي                     |      | شرق آسيا، جنوب آسيا، جنوب شرق آسيا            | نوع من العصيدة، تتنوع الوصفة في مناطق هونغ كونغ، لكنه من الأغذية الرئيسية. أساس الطبق هو سلق الأرز، ثم تركه ليطهى على نار خفيفة لفترة طويلة. تضاف المكونات الأخرى التي تختلف من مطقة إلى أخرى. |
| أرز بالكزبرة              |      | جنوب الهند                                    | يحضّر بطهي الأرز المسلوق مع معجون الكزبرة والزيت وتشانا دال وبذور الكمون وعصير الليمون والملح. |
| أرز باللبن الرائب         |      | الهند                                         | يتم مزج الأرز المسلوق مع اللبن ببساطة. |
| محاشي                     |      | أرمينيا، أذربيجان، تركيا، الشرق الأوسط        | باذنجان أو كوسا أو فليفلة أو بصل أو طماطم محشوة بالأرز واللحم المفروم. |
| الأرز المقلي              |      | الصين                                         | |
| غالو بنتو                 |      | أمريكا الوسطى، خاصة في كوستاريكا ونيكاراغوا   | أرز مع فاصوليا من مطبخ أمريكا اللاتينية |
| غيمباب                    |      | كوريا                                         | أرز ملفوف بالأعشاب البحرية الصالحة للأكل |
| بامية (طبق)               |      | الشرق الأوسط، لويزيانا                        | تعتبر من الشوربات لكنه يقدم مع الأرز. |
| هورتشاتا                  |      | المكسيك                                       | شراب حليب الأرز مع السكر. |
| رز جولاف                  |      | غرب أفريقيا                                   | يخنة من البندورة والفلفل، يضاف لها الأرز ثم يسلق الخليط، وتقدم مع الدجاج والسلطة وفاكهة موز الجنة |
| جوك                       |      | كوريا                                         | حساء الشعير المطبوخ مع الأرز. |
| كبسة                      |      | السعودية، الأردن                              | طبق من الأرز ذي الحبة الطويلة (غالباً بسمتي) مع اللحم والبهارات والخضراوات والطماطم |
| كته                       |      | إيران                                         | طبق من الأرز اللزج من منطقتي مازندران وغيلان. |
| كاتسودون                  |      | اليابان                                       | طبق من الأرز تعلوه شريحة مقلية من لحم الخنزير والبيض والتوابل. |
| خيتشادي                   |      | بنغلاديش، الهند، باكستان                      | أرز مطبوخ مع العدس والخضراوات والتوابل |
| كيريباث                   |      | سريلانكا                                      | أرز مطبوخ بالحليب |
| كشري                      |      | مصر                                           | أرز وعدس وحمص ومعكرونة، توضع فوقه صلصة الطماطم والبصل المقلي |
| ليمانغ                    |      | إندونيسيا، ماليزيا                            | أرز دبق مع حليب جوز الهند يطبخ من لحاء الخيزان.. |
| أرز مسلوق                 |      |                                               | |
| لوكو موكو                 |      | هاواي، الولايات المتحدة                       | وعاء من الأرز مع اللحم والمرق ويوضع الأبيض في الأعلى. |
| لوكري                     |      | سانت مارتن                                    | أرز مع الدجاج المقطع والخضراوات والبهارات. |
| مندي                      |      | اليمن                                         | أرز مع اللحم (الحمل والضأن أو الدجاج ومزيج من البهارات. |
| مجدرة                     |      | الشرق الأوسط                                  | أرز مع العدس أو البرغل، ويوضع البصل المقلي على وجه الطبق. يقدم مع اللبن والسلطة |
| منسف                      |      | الأردن                                        | الطبق الوطني في الأردن، يطبخ اللحم مع اللبن ويبهّر، ثم توضع قطع اللحم فوق طبق الأرز ويقدم اللبن جانباً، ويزين الأرز بالمكسرات. |
| مقلوبة                    |      | الشرق الأوسط                                  | طبق شعبي في الأردن وفلسطين، يتكون من الأرز المطهو مع اللحم أو الدجاج والخضار المقلية. حيث توضع طبقة اللحم أو الدجاج ثم طبقة الخضار ثم طبقة الأرز في الأعلى، وعند التقديم، يقلب محتوى وعاء الطهي في صحن تقديم كبير رأساً على عقب. أما الخضار المستخدمة فتكون الباذنجان أو البطاطا أو القرنبيط أو مزيج منها مع الجزر والطماطم. |
| أرز معمر                  |      |                                               | أرز يطبخ بالحليب ومرق الدجاج ثم يوضع في الفرن. وهو طبق شعبي في مصر. |
| مونت دي                   |      | بورما                                         | طبق من شعيرية الأرز الرقيقة، وهو طبق رئيسي في راخين. |
| نازي داغانغ               |      | ماليزيا                                       | أرز يطهى على بخار حليب جوز الهند يضاف له السمك والكاري ومكونات أخرى إضافية بشرائح البيض المسلوق المقلي وجوز الهند والخضراوات المخللة. |
| نازي جورينج (مأكولات)     |      | إندونيسيا، ماليزيا                            | يطبخ هذا النوع من الأرز مع معجون الروبيان أو الدجاج أو اللحم أو السمك المملح أو الخضراوات. |
| نازي تومبانغ              |      | ماليزيا                                       | عدة طبقات من الأرز، تلفّ بأوراق الموز على هيئة مخروط |
| أونيغيري                  |      | اليابان                                       | أرز قصير الحبيبات مطحون، يُشكّل على هيئة كرات يمكن حشوه أو يقدم بدون حشوة، ويعتبر وجبة خفيفة شعبية. |
| بايـيا                    |      | إسبانيا                                       | |
| بيلاف                     |      | البنغال، إيران، تركيا                         | أرز يطبخ بالمرق المنكّه. في بعض الأحيان، يكتسب الأرز لوناً بنياً من تحريكه مع البصل المطبوخ وكميات كبيرة من البهارات. يمكن إضافة اللحم أو السمك أو الخضار أو الثمار المجففة. |
| بلوف                      |      | آسيا الوسطى و طاجيكستان                       | أزر مطحون طحناً متوسطاً يطبخ مع الجزر والبصل والتوابل ولحم الضأن وزيت بذر الكتان |
| بوتو                      |      | الفلبين                                       | حلوى البودينغ تصنع من الأرز المطحون بالحجر والسكر وحليب جوز الهند، توضع على وجه الطبق الجبن أو البيض المالح أو اللحم المفروم. |
| أرز بالفاصولياء الحمراء   |      | نيو أورلينز (لويزيانا)، الولايات المتحدة      | مكوناته الأساسية هي الفاصوليا وعظم الخنزير ولحم الخنزير المخلل والسجق والبصل والكرفس والفلفل والتوابل. |
| أرز بالكاري               |      | بنغلاديش، جنوب الهند، سريلانكا                | وجبة من الأرز العادي أو المتبّل أو المقلي، يقدّم كطبق جانبي مع أطباق أخرى، يكون أحدها على الأقل بالكاري. |
| أرز بالبازيلاء            |      | الكاريبي                                      | أرز مع الفاصولياء أو البازيلاء |
| خبز الأرز                 |      |                                               | خبز يصنع من دقيق الأرز . |
| أرز بحليب                 |      | دول مختلفة                                    | طبق حلو، من الأرز المطبوخ في الحليب، يمكن إضافة حليب جوز الهند أو أي سائل مكثّف. يؤكل مع منكّهات مختلفة والفواكه. |
| ريزوتو                    |      | إيطاليا                                       | يصنع طبق الأرز هذا بقلي الأرز بالزبدة أولاً ثم يضاف إليه المرق. |
| سارما                     |      | تركيا، أذربيجان، أرمينيا                      | ورق العنب أو الملفوف المحشو بالأرز والأعشاب والبهارات. |
| سيرابي                    |      | إندونيسيا                                     | بان كيك من المطبخ الإندونيسي، يصنع من دقيق الأرز وحليب جوز الهند أو من جوز الهند المبشور كمستحلب. تختلف الوصفة من منطقة إلى أخرى في إندونيسيا. |
| كريول الروبيان            |      | لويزيانا                                      | روبيان مطبوخ في مزيج من الطماطم المقطع والبصل والكرفس والفلفل ويتبل بصلصة تباسكو أو أي صلصة حريفة أخرى وقد تضاف توابل حارة أخرى، يقدم فوق الأرز المطهو على البخار أو الأرز الأبيض المسلوق. |
| أرز على البخار            |      | شرق آسيا وجنوب شرق آسيا                       | |
| سوشي                      |      | اليابان                                       | أرز منكّه بالخل والسكر مع حشوات ومغمسات مختلفة |
| أرز بالزعفران             |      | الهند                                         | طبق يتكون من أرز جوها والسكر والزعفران |
| برياني ثالاسيري           |      |                                               | كما يعرف باسم برياني مالابار، وهو طبق من الأرز المطهو مع التوابل (حيث يستخدم أرز (خيما) وليس أرز بسمتي) مع الدجاج. وقد يستخدم لحم الحمل والضأن أو السمك وقد يضاف البيض أو الخضراوات. |
| ورق دوالي                 |      | الشرق الأوسط، تركيا                           | ورق العنب يُحشى بالأرز، ويمكن أن يطبخ معه بعض الخضراوات كالبطاطا والجزر. يختلف اسم هذا الطبق من منطقة لأخرى، كاليالنجي، واليبرق والمحاشي. |
| ياكيموتشي                 |      | اليابان                                       | كعكة أرز مشوية أو موتشي مشوي. تقليدياً، تحضر بالشوي على الفحم النباتي الصغير، لكن في الأساليب الحديثة فيستخدم موقد الغاز. ثمة تقليد في اليابان حيث عندما يكون القمر بدراً في الخريف يتم تناول الطبق مع السمك والساكي. |
| زاردا                     |      | الهند، باكستان                                | طبق حلو، حيث يطبخ الأرز بالسمن مع الفواكه الجافة بحيث يكون اللون برتقالياً |
| أرز بالكمون               |      | الهند                                         | أرز مطهو على البخار مع كمون وبوردة زيرا ومعجون الزنجبيل بالثوم والملح والزيت والفلفل الأحمر |
| زونغتسي                   |      | الصين                                         | أرز جيلاتيني يحشى بمكونات مختلفة ويلف بورق البامبو |
| زوسي                      |      | اليابان                                       | حساء الأرز، يُصنع من أرز مطبوخ مسبقاً مع الماء. |